# Allantactis
Allantactis is een geslacht van zeeanemonen uit de klasse van de Anthozoa (bloemdieren).

## Soort
- Allantactis parasitica Danielssen, 1890